# Dmitri Gulia

Dmitri Gulia

Dmitry Gulia (abhază: Дырмит Иасыф-иҧа Гәлиа) (n. 1874 - d. 1960) a fost un scriitor abhaz. El este considerat părintele literaturii abhaze. De asemenea, Dmitri Gulia este cel care a creat alfabetul abhaz, pe baza celui chirilic. A scris poeme, povești și romane.
A fost culegător de folclor și a întemeiat primul ziar abhaz, Apsna.
Câteva dintre cele mai importante lucrările ale sale au fost traduse în rusă și georgiană.

## Scrieri
- 1940: Kamčyč
- 1946: Fantoma ("Anaurkua")
- 1949: Damci
- 1952: Orașul meu ("Sara sykalak").